# História do Carnaval Carioca
O livro História do carnaval carioca é o grande clássico da literatura carnavalesca brasileira. Publicada em 1958, a obra, escrita pela jornalista e pesquisadora Eneida de Moraes, descreve e classifica, pela primeira vez, as diferentes formas de brincadeiras carnavalescas.
A obra é um excelente exemplo da forma de pensar a arte e a cultura populares vigente em meados do século XX, por isso considerado uma obra de referência no assunto.

## Como citar esta obra
- MORAES, Eneida de. História do carnaval carioca. Rio de Janeiro: (1958) 1987.

#### Leia também
- Carnaval: seis milênios de história, de Hiram Araújo.

- O livro de ouro do carnaval brasileiro, de Felipe Ferreira.

- Inventando Carnavais, de Felipe Ferreira.